# Faroald Ier de Spolète
Faroald Ier de Spolète était un chef militaire lombard païen, appartenant à la noblesse lombarde, qui fut, dans la seconde moitié du VIe siècle, le premier duc lombard de Spolète.

## Biographie
Après la conquête de l'Italie du Nord (568), Alboin décida de descendre plus au sud et, secondé par Faroald et accompagné d'autres bandes lombardes dirigées par le duc Zotton (futur premier duc lombard de Bénévent), il prend la cité de Spoletium (Spolète, dans l'actuelle Ombrie) au début des années 570, tandis que Zotton pousse jusqu'à la cité de Beneventum (Bénévent, dans l'actuelle Campanie).
Ayant conquis la Toscane et l'Ombrie, Alboin érigea ce pays en duché, dont la capitale fut Spolète, qui lui donna son nom. Faroald, capitaine lombard, en reçut l'investiture des mains d'Alboin, l'an 570, devenant un « dux » (duc).
Spolète devint alors le siège d'un assez vaste duché, plus ou moins autonome par rapport aux rois lombards Authari et Agilulf.
Faroald recula les limites de cet État par les conquêtes qu'il fit sur les Byzantins. En 579, il lance une attaque contre ceux-ci, prenant et saccageant Classe, le port de Ravenne. Cette place retourna peu après à ses anciens maîtres.
Faroald Ier de Spolète meurt en 591 ou 592.

## Sources
- Paul Diacre, Histoire des Lombards.